# Ramsau am Dachstein
Ramsau am Dachstein és una localitat situada al districte de Liezen, a l'estat d'Estíria, a Àustria. Tenia una població estimada, a principis de l'any 2022, de 2.861 habitants.
Està ubicada al nord-oest de la ciutat de Graz -la capital de l'estat- ia prop del Parc Nacional de Gesäuse i de la frontera amb l'estat d'Alta Àustria.
La pràctica de l'esquí atrau milers de turistes a la localitat cada hivern.